# Long-Haired Hare
Long-Haired Hare är en tecknad kortfilm från 1949 i serien Looney Tunes regisserad av Chuck Jones. Filmen har Snurre Sprätt i huvudrollen, och är den 60:e kortfilmen med figuren.

## Handling
När Snurre Sprätt spelar banjo på en kulle, stör han Giovanni Jones, en operasångare i ett hus intill som försöker sjunga arian "Largo al factotum" från Barberaren i Sevilla. Giovanni går fram till Snurre och slår sönder banjon, Snurre antar att han helt enkelt hatar musik. Snurre spelar harpa, även detta stör Giovanni och han kommer och förstör även den, Snurre antar att han också hatar kaniner. Snurre spelar sousafon, även detta stör Giovanni, som nu kommer och plockar upp Snurre och knyter fast hans långa öron i en trädgren. Snurre blir upprörd och säger att det här betyder krig.
Senare på en kväll när Giovanni ska sjunga i en konsert utomhus hämnas Snurre på flera sätt. Först slår han med en hammare mot scenen så att den vibrerar, så mycket att Giovanni studsar och faller ner i en tuba. Snurre plockar upp honom och tar honom bakom scenen, där han sprutar flytande alun i hans mun, så att när han sjunger igen krymper hans huvud. Senare kommer Snurre förklädd som en tonårig flicka som beundrar honom och vill ha hans autograf, men istället för en penna att skriva med ger han honom en dynamitgubbe, vilken exploderar i Giovannis ansikte. Slutligen kommer Snurre förklädd sig som en berömd dirigent och får honom att sjunga en ton så länge och så högt, att scenen brakar ner på Giovanni. Sedan tar Snurre fram sin banjo och spelar på den.